# Blanche Calloway
Blanche Calloway (Baltimore (Maryland), 9 februari 1904 - aldaar, 16 december 1978) was een Amerikaanse jazz-zangeres, -bigbandleider en -componist uit het swing-tijdperk. Ze is waarschijnlijk de eerste vrouw geweest die een mannelijke band leidde. Ze was een zus van Cab Calloway.
Calloway studeerde muziek aan het Morgan State College, maar stopte ermee in 1923 om zich aan te sluiten bij een groep. Ze toerde met verschillende revues en territory-bands. Tot 1935 nam ze met verschillende bands platen op. Op haar eerste sessie speelde Louis Armstrong als sideman mee. In 1929 nam ze op met Ruben Reeves and His River Boys. In 1931 zong ze bij de band van Andy Kirk, waarmee ze optrad in Pearl Theatre in Philadelphia. Hierna formeerde ze haar eigen groep Blanche Calloway and Her Joy Boys met enkele leden van Kirks band. In dit orkest speelden in de loop der jaren onder meer Ben Webster, Clarence Smith, Clyde Hart, Cozy Cole, alsook Mary Lou Williams.
Met de orkesten van Kirk en Bennie Moten ging ze in 1931 op tournee aan de oostkust. Haar band, die opnam onder de naam Fred Armstrong and His Syncopators, was een tijdje behoorlijk populair. Ze verloor echter musici aan de band van Moten en in 1938 ging ze bankroet en moest ze het orkest opdoeken. Ze ging solo verder en had later een band, waarmee ze optrad in Howard Theater in Washington D.C.. Vanaf de jaren vijftig tot in de jaren zeventig was ze manager van Ruth Brown, werkte ze als diskjockey en, later, als programmadirectrice van de zender WMBM in Florida. Haar jongere broer noemde Blanche als een reden waarom hij in de showbusiness ging.

## Discografie
- Blanche Calloway and Her Joy Boys 1925-1935, Classics

met orkest Andy Kirk:
- Andy Kirk and His Twelve Clouds of Joy 1929-1931, Classics

met Ruben Reeves
- Ruben Reeves: The Complete Vocalions 1928-1933, Timeless